# Andrea Stojadinov
Andrea Stojadinov (20 giugno 2000) è una judoka serba.

## Palmarès
- Europei

Praga 2020: argento nei 48 kg.
Zagabria 2024: bronzo nella gara a squadre.
Podgorica 2025: bronzo nei 48 kg.
- Europei Under-23

Podgorica 2017: argento nei 48 kg.
Győr 2018: oro nei 48 kg.
Iževsk 2019: bronzo nei 48 kg.
Parenzo 2020: bronzo nei 48 kg.
- Mondiali juniores

Nassau 2018: bronzo nei 48 kg.
Marrakech 2019: bronzo nei 48 kg.
- Europei juniores

Parenzo 2020: oro nei 48 kg.
- Europei cadetti

Vantaa 2016: bronzo nei 48 kg.
Kaunas 2017: argento nei 48 kg.